# Jonathan Wright (Historiker, 1969)
Jonathan A. Wright (* 1969 in Hartlepool) ist ein britischer Historiker.
Wright studierte an den Universitäten von St. Andrews, Pennsylvania und Oxford, wo er 1998 in Geschichte promovierte.
Wrights Buch über die Jesuiten wurde in sieben Sprachen übersetzt. Wright schreibt regelmäßige Rezensionen für die katholische Zeitschrift America und die Zeitung Catholic Herald.

## Werke
- God’s Soldiers: Adventure, Politics, Intrigue, and Power. A History of the Jesuits. Doubleday, New York 2004.
- The Jesuits: Missions, Myths and Histories. HarperCollins, London 2004.
  - Die Jesuiten: Mythos, Macht, Mission. Magnus, Essen 2005.
- Heretics: The Creation of Christianity From the Gnostics to the Modern Church. Houghton Mifflin Harcourt, Boston 2011.